# Sara Hamdi
Sara Hamdi, née le 13 mars 1999, est une lutteuse tunisienne.

## Carrière
Sara Hamdi est médaillée d'argent dans la catégorie des moins de 48 kg aux championnats d'Afrique 2017 à Marrakech et médaillée de bronze dans la catégorie des moins de 50 kg aux championnats d'Afrique 2018 à Port Harcourt.

## Palmarès
| Année | Compétition                    | Lieu          | Résultat | Catégorie |
| ----- | ------------------------------ | ------------- | -------- | --------- |
| 2014  | Championnats d'Afrique cadets  | Alexandrie    | 2e       | - 46 kg   |
| 2015  | Championnats d'Afrique cadets  | Alexandrie    | 1re      | - 49 kg   |
| 2017  | Championnats d'Afrique juniors | Marrakech     | 1re      | - 48 kg   |
| 2017  | Championnats d'Afrique         | Marrakech     | 2e       | - 48 kg   |
| 2017  | Championnats du monde juniors  | Tampere       | 5e       | - 48 kg   |
| 2018  | Championnats d'Afrique juniors | Port Harcourt | 1re      | - 50 kg   |
| 2018  | Championnats d'Afrique         | Port Harcourt | 3e       | - 50 kg   |
| 2018  | Championnats du monde juniors  | Trnava        | 16e      | - 50 kg   |
| 2019  | Championnats d'Afrique         | Hammamet      | 2e       | - 53 kg   |
| 2019  | Jeux africains                 | Rabat         | 2e       | - 50 kg   |
| 2020  | Championnats d'Afrique         | Alger         | 2e       | - 50 kg   |
| 2022  | Championnats d'Afrique         | El Jadida     | 1re      | - 50 kg   |
| 2022  | Jeux méditerranéens            | Oran          | 3e       | - 50 kg   |